# Asandhimitra
Asandhimitra, död 240 f.Kr., var drottning av Mauryariket 268-240, gift med kung (ofta kallad kejsare) Ashoka (regent 273–232 f.Kr.).
Hon var Ashokas andra hustru, men första drottning.
Hon tros ha varit från en kunglig familj. Ashoka gifte sig med henne för att hans första hustru Maharani Devi ansågs olämplig att spela rollen som drottning på grund av sin bakgrund. Hon uppgavs ha haft en god relation med Ashoka, som behandlade henne med respekt och ibland frågade henne om råd i politiska frågor. 